# Téo Andant
Téo Andant (Nice, 21 juli 1999) is een Frans sprinter, gespecialiseerd in de 400 meter. Hij vertegenwoordigt Frankrijk in internationale wedstrijden en is lid van de atletiekclub AS Monaco.

## Biografie
Andant begon zijn atletiekcarrière op jonge leeftijd en behaalde zijn eerste nationale titel als cadet op de 400 meter indoor in 2016. In 2017 werd hij zowel Frans kampioen junioren op de 400 meter als vice-Europees kampioen junioren met het Franse 4×400 meter estafetteteam.
In 2020 won hij de Franse titel bij de beloften en werd hij vice-kampioen bij de senioren. 
In 2022 maakte Andant deel uit van het Franse team dat brons won op de 4×400 meter estafette tijdens de Europese kampioenschappen in München.
In 2023 behaalde hij zilver op de 4×400 meter estafette tijdens de  Europese kampioenschappen indooratletiek 2023. Op de Wereldkampioenschappen atletiek 2023, waarbij het Franse team een nieuw nationaal record vestigde met een tijd van 2:58,45.
Het jaar daarna mocht het voor de 4×400 meter estafette ploeg niet baten tijdens de Olympische Zomerspelen 2024. De ploeg wist de finale wel te halen en eindigde negende.

## Persoonlijke records
| Onderdeel      | Tijd    | Locatie | Datum           |
| -------------- | ------- | ------- | --------------- |
| 400 m          | 45,18 s | Madrid  | 22 juli 2023    |
| 400 m (indoor) | 46,21 s | Metz    | 8 februari 2025 |

## Prestaties
| Jaar | Toernooi          | Plaats    | Onderdeel | Resultaat |
| ---- | ----------------- | --------- | --------- | --------- |
| 2017 | EK junioren       | Grosseto  | 4×400 m   | Zilver    |
| 2022 | EK                | München   | 4×400 m   | Brons     |
| 2023 | WK                | Boedapest | 4×400 m   | Zilver    |
| 2024 | Olympische Spelen | Parijs    | 4×400 m   | 9e plaats |